# Inseros
Inseros är en småort i Mölndals kommun och Lindome socken. 

## Etymologi
Ortnamnet är en sammandragning av det äldre namnet Ingseredsos, där förleden är namnet på en större gård, Ingsered. Efterleden 'os' betecknar mötet mellan två vattendrag, i fallet Inseros syftar det på Yttre Ingsjöns utlopp i Lindomeån, som nedströms byter namn till Kungsbackaån. Gården Ingsered har sannolikt fått sitt namn av läget vid Yttre Ingsjön, parat med efterleden 'red', vilket är den i Halland vanligaste formen av efterled som betyder 'röjd plats', 'röjning'.

## Samhället
Inseros präglas av äldre bebyggelse, förknippad med jord- och skogsbruk, jämte ett flertal sommarstugor, ofta om- och tillbyggda för permanentboende. Orten hade tidigare affär och ett mindre bussgarage för lokaltrafik.

## Näringsliv
Numera är flertalet invånare sysselsatta på annan ort, kvarvarande jord- och skogsbruk drivs i flera fall på deltids- och hobbybasis.